# Saison 10 d'Une famille formidable
Chronologie
Saison 9 d'Une famille formidable Saison 11 d'Une famille formidable
Cet article présente les épisodes de la dixième saison de la série télévisée française Une famille formidable.

## Épisode 1:Le retour de l'enfant prodigue
- France : 25 novembre 2013
- Belgique : 10 janvier 2013
- Suisse : 22 janvier 2013

## Épisode 2:L'amour en chantier
- France : 2 décembre 2013
- Belgique : 17 janvier 2013
- Suisse : 29 janvier 2013

## Épisode 3:La guerre des reines
- France : 9 décembre 2013
- Belgique : 24 janvier 2013
- Suisse : 5 février 2013